# Mizantropija
Mizantropija ili čovjekomrstvo je opća mržnja, neprijateljstvo, nepovjerenje ili prezir prema ljudskoj vrsti ili ljudskoj prirodi. Mizantrop ili čovjekomrzac je osoba koja ima takve poglede ili osjećanja. Izraz dolazi iz starogrčkih riječi μίσος (misos, „mržnja”) i άνθρωπος (antropos, „čovjek”). Stanje se često brka s asocijalnošću. 

## Zapadna kultura
Gustave Flaubert jednom je izjavio da će „umrijeti od potisnutoga bijesa zbog ludosti svojih bližnjih”. Mizantropija se pripisuje i brojnim piscima satire, kao što su William Schwenck Gilbert (Mrzim svog bližnjeg) i William Shakespeare (Timon Atenjanin). Smatra se da je Jonathan Swift bio mizantrop. Pjesnik Philip Larkin opisan je kao mizantrop.
Molièreova komedija Mizantrop jedna je od najpoznatijih francuskih predstava na ovu temu. Manje poznata, ali suvremenija je drama Françoise Dorin iz 1971. godine, Un sale égoïste (Pogani egoista) koja zauzima gledište mizantropa i mami gledaoca da shvati njegove motive. 
Michelangelo je smatran za mizantropa. Don Glen Vliet (poznat kao Captain Beefheart) opisan je kao mizantrop, a njegova bliska prijateljica Kristine McKenna tvrdila je da je „mislio da su ljudska bića najgora vrsta o kojoj se može sanjati”. Morrissey, tekstopisac, nazvan je „najpopularnijim pop mizantropom”.

## Bliskoistočna filozofija
U ranoj islamskoj filozofiji, neki slobodoumni ljudi kao što su Ibn al-Rawandi, skeptik islama i Razi često su izražavali mizantropske poglede.
U židovskim, i islamskim filozofijama od 9. do 14. stoljeća, židovski filozof Gas al Fayoumi Saadia koristi platonističku ideju prema kojoj je samoizolirani čovjek dehumaniziran bez prijateljstva kako bi se suprotstavio mizantropiji anahoretskoga asketizma i povučenosti.

## Vanjske poveznice
- Mizantropija, Hrvatski obiteljski leksikon